# Cerodirphia marahuaca
Cerodirphia marahuaca är en fjärilsart som beskrevs av Lemaire 1971. Cerodirphia marahuaca ingår i släktet Cerodirphia och familjen påfågelsspinnare. Inga underarter finns listade i Catalogue of Life.